# Erwin Behr Möbelfabrik
Die Erwin Behr Möbelfabrik in Wendlingen bestand von 1912 bis 2007 und war für die Möbelbranche ein richtungsweisendes Unternehmen. Es brachte ab den 1930er Jahren nicht nur die Spanplatte nach der Erfindung von Max Himmelheber auf den Markt, sondern auch das Formholz, das bei der Möbelfertigung, aber auch im Flugzeugbau und später in der Automobilindustrie mit der Verkleidung von Autotüren und Armaturenbrettern mit Edelhölzern zum Einsatz kam. Behr stellte das Möbelgeschäft um das Jahr 2000 sukzessive ein und konzentrierte sich ausschließlich auf das Automobilgeschäft. 2007 endete das Unternehmen in einem Insolvenzverfahren. Mit dem Möbelhaus Behr Einrichtung GmbH in Wendlingen und dem Möbelhersteller behr international GmbH & Co. KG in Osnabrück sind noch zwei Nachfolgegesellschaften erfolgreich am Markt tätig.

## Geschichte

### Aufstieg

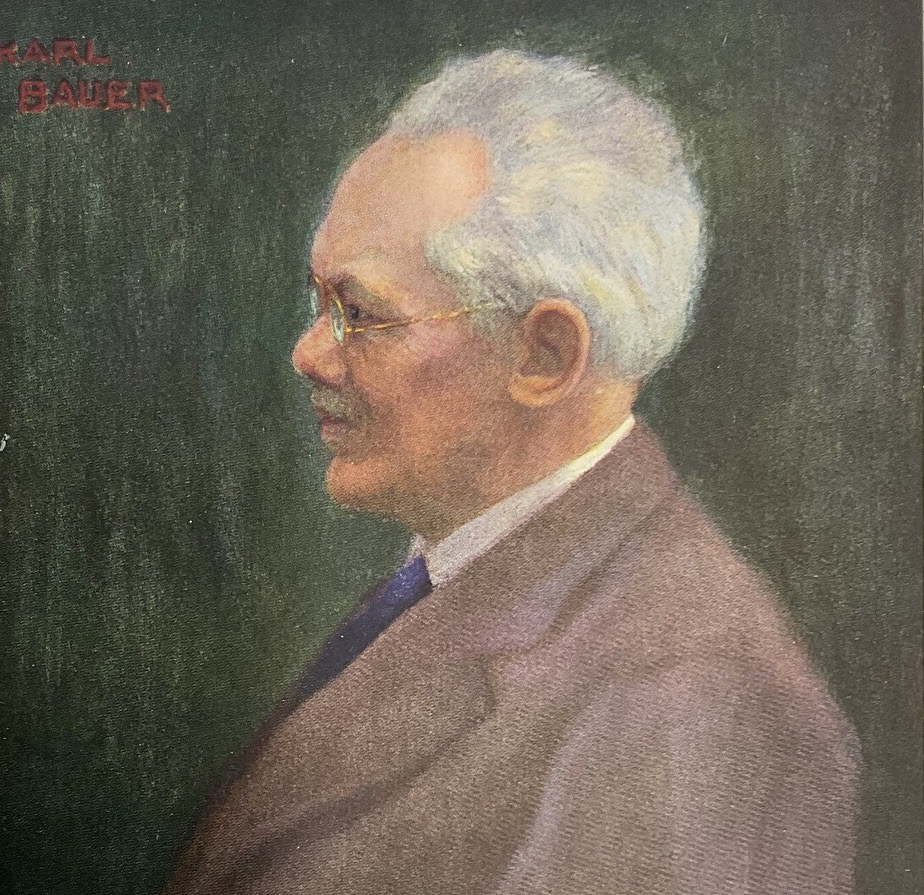
Erwin Behr, Gründer der Erwin Behr Möbelfabrik

#### Gründung der Erwin Behr Möbelwerke
Erwin Behr (*14. Mai 1857, †11. Mai 1931) erlernte das Möbelgeschäft als Mitarbeiter und später auch Gesellschafter der Königl. Württ. Hofmöbelfabrik E. Epple & Ege in Stuttgart. Dort schied er 1910 wegen Streitigkeiten mit dem Mitgesellschafter Wilhelm Schildknecht aus und überließ diesem seine Geschäftsanteile zu einem guten Kaufpreis. Mit diesem gründete Erwin Behr 1912 im Alter von 55 Jahren in Wendlingen die Erwin Behr Möbelfabrik mit dem Ziel, Qualitätsmöbel in Serienproduktion zu erschwinglichen Preisen herzustellen. Funktionalität, Klarheit der Form sowie hochwertige Qualität sollten die wuchtigen Möbel der Gründerzeit und die Verspieltheit des Jugendstils ablösen. Wilhelm Schildknecht führte E. Epple & Ege allein weiter und nannte es in Württembergische Möbelfabriken Schildknecht & Cie. um. Auf dem Stuttgarter Möbelmarkt blieb er ein harter Konkurrent zu Behr.
Erwin Behr verwirklichte seine Ideen zu zeitgemäßen Möbeln für das 20. Jahrhundert in einer großzügig angelegten Möbelfabrik, die er auf der grünen Wiese in Wendlingen erstellte. Der Standort war auf dem Land nicht nur preiswert, sondern in Wendlingen gab es viele kleine Schreinerbetriebe, von denen sich Behr personelle Unterstützung erhoffte und bekam. Wichtig war auch der nahe Bahnanschluss in Oberboihingen. Schon im Gründungsjahr beschäftigte Erwin Behr 284 Arbeitnehmer. Fast alle Angestellte von Epple & Ege folgten ihm nach Wendlingen. Diese hohe Zahl an Beschäftigten, mit denen Erwin Behr begann, ergab sich weil er nicht nur Möbel herstellte, sondern auch in einem Einrichtungshaus mit 50 Ausstellungsräumen, das bei der Möbelfabrik entstand, an Privatkunden verkaufte.

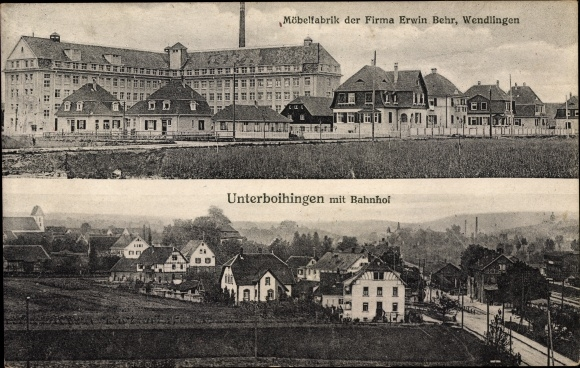
Postkarte mit der Fabrik von Erwin Behr in Wendlingen

#### Erster Weltkrieg
Mit Beginn des Ersten Weltkriegs ging die Nachfrage nach Möbeln stark zurück. Erwin Behr glich dies aus, indem er die deutsche Wehrmacht mit Maschinengewehr-, Sanitäts-, Kartuschen-, Train- und Leiterwagen, sowie Kasten für Granaten, Maschinengewehrzubehör, aber auch mit Geschosskörben, Tornister, Patronen-, Revolver- und Kartentaschen, Zaumzeugen, Gewehrriemen und Sätteln belieferte. Die Umsätze mit der deutschen Wehrmacht machten während des Ersten Weltkriegs drei Viertel seiner Umsätze aus. König Wilhelm II von Württemberg verlieh drei leitenden Mitarbeitern von Behr das Wilhelmskreuz als Anerkennung für „treue und tatkräftige Arbeit zur Erhaltung der Schlagfertigkeit der württembergischen Armee“. Die Belegschaft, einschließlich der Heimarbeiter und Kriegsgefangenen betrug bis zu 858 Lohn- und 36 Gehaltsempfänger.

#### Weimarer Republik
Schon 1921 verkaufte Behr seine Möbel auch in Ulm und in Ravensburg. Das Einrichtungshaus im Hindenburgbau in Stuttgart war in der Region führend für hochwertige Möbel. 1921 brachte Behr ein An- und Aufbau-Möbelproramm aus genormten Kasten- und Regalelementen nach Entwürfen des Wiener Architekten und Möbeldesigners Franz Schuster auf den Markt. In verschiedenen Breiten konnten Schränke und Regale nach individuellen Bedürfnissen zusammengestellt werden. Dieses Konzept behielt Behr über Jahrzehnte bei.

#### Erwin Behr jun.
Sohn Erwin jun. sollte nach den Vorstellungen seines Vaters in der Geschäftsführung folgen. Er begann 1919 mit einer einjährigen Schreinerlehre und absolvierte anschließend eine zweijährige kaufmännische Lehre im väterlichen Betrieb. Dann ging er für fast 7 Jahre nach Südamerika. In Valparaiso in Chile gründete er mit Martin Springer, einem deutschen dort lebenden Architekten, im Februar 1926 ein Möbelgeschäft. 1929 kehrte Erwin Behr jun. nach Wendlingen zurück und arbeitete im väterlichen Betrieb als Prokurist. Nach dem Tod des Vaters 1931 kam er in die Geschäftsführung. Seine Beteiligung an der Gesellschaft in Valparaiso gab er 1935 auf.

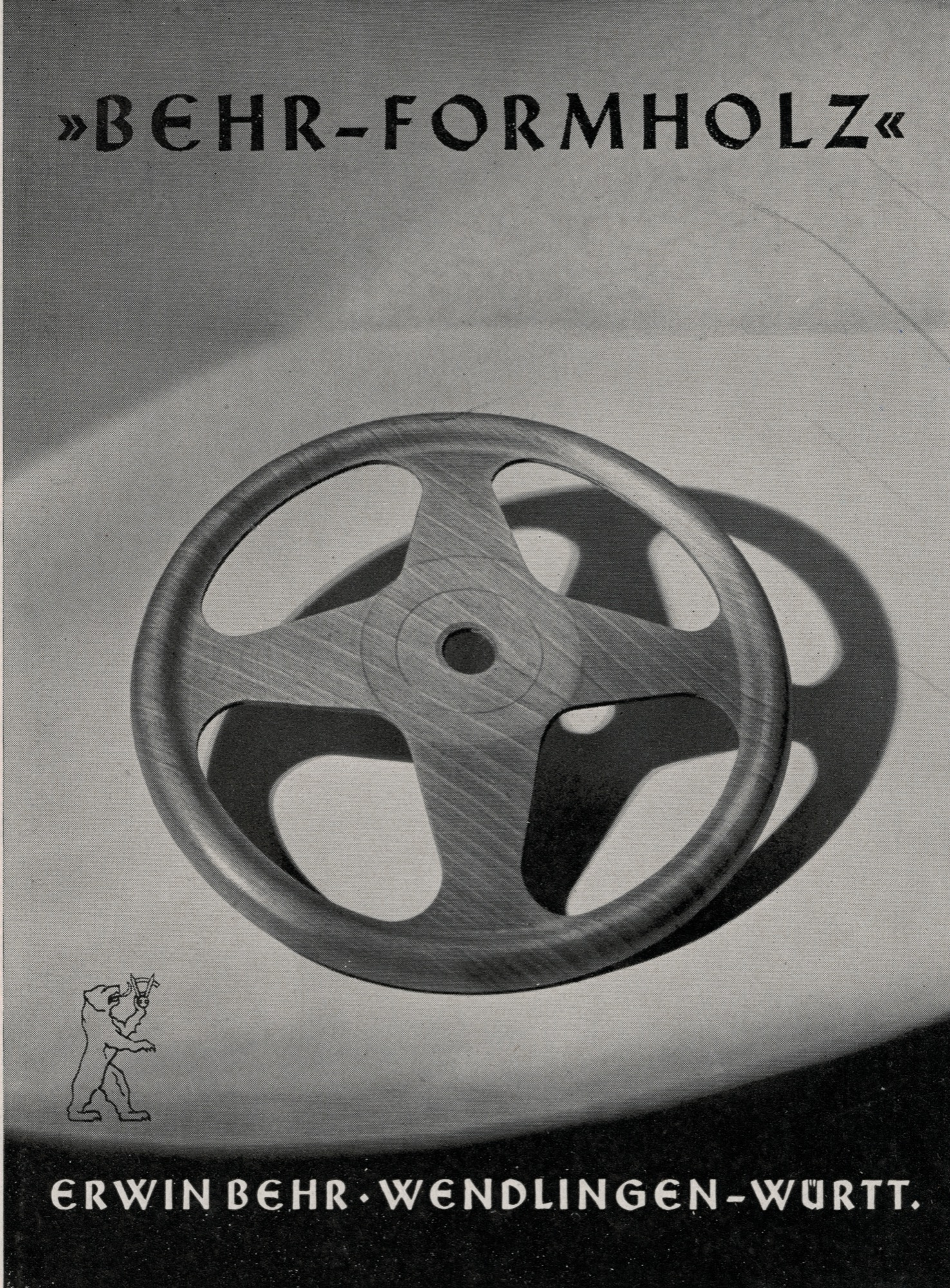
Werbeplakat mit einem Lenkrad aus Behr-Formholz von 1937

#### Formholz
Das Unternehmen baute seit dem Jahr 1932 Gehäuse aus Holz für Rundfunkempfänger. In Stahlformen wurden Furniere kreuzweise verleimt und verpresst. Das neue Produkt wurde Formholz genannt. Damit fand Behr Zugang zu der gerade entstehenden Radioindustrie. Das Formholz fand dann auch bei anderen Produkten wie bei Scharnieren für Möbeltüren und im Flugzeugbau Anwendung. Dank dieser Innovation konnte Behr die Weltwirtschaftskrise überstehen. 1937 feierte Behr mit 800 Mitarbeitern das 25-jährige Bestehen.

#### Zweiter Weltkrieg
Auch im Zweiten Weltkrieg war Behr durch Lieferungen an die Wehrmacht vollbeschäftigt. Unter anderem wurden für die Flugzeugbauer Ernst Heinkel und Messerschmitt AG Flugzeugnasen und Leitwerke aus Formholz hergestellt.

#### Nachkriegszeit
Dass das Werk in Wendlingen keine Kriegsbeschädigungen erlitt und nahtlos bis Kriegsende arbeiten konnte, sowie der Rohstoff Holz unbegrenzt zur Verfügung stand, erleichterte den Start in die Nachkriegszeit. Ab 1949 stattete Behr die Automobile von Daimler, insbesondere das Armaturenbrett und die Türverkleidung, mit Holzformteilen aus. Aber auch im Möbelbereich war das Unternehmen wieder erfolgreich tätig.
Die Mangelwirtschaft nach dem Zweiten Weltkrieg führte bei Behr zur Entwicklung der sogenannten Behr-Kunstspan-Platte nach der Erfindung von Max Himmelheber. Aus Spanholz wurden Regalbretter hergestellt, die im Gegensatz zu Massivholz wesentlich preiswerter hergestellt werden konnten. Außerdem hatte Spanholz die Eigenschaft, dass es sich nicht verzog. Behr ließ sich seine Spanplatte 1950 patentieren und vergab Lizenzen an über 50 Spanplattenfabriken weltweit, unter anderem in den USA, in Japan, Australien und in der Sowjetunion. Die Technik wurde unter dem Namen Behr-Himmelheber-Verfahren bekannt.
1956 brachte Behr ein neues An- und Aufbaumöbelprogramm unter dem Namen „BMZ“, eine Weiterentwicklung der Anbaumöbel der 1920er Jahre. BMZ stand für „Behr Möbel Zerlegbar“.

### Der Behr-Konzern

#### Firmengruppe
Behr war 1975 mit einem Umsatz von 80 Mio. DM und 1000 Beschäftigten eine bedeutende Unternehmensgruppe auf dem Möbelmarkt. Kernunternehmen der Behr-Gruppe war die Erwin Behr-Industrie GmbH & Co. KG als Besitzgesellschaft. Produktions- und Vertriebsgesellschaft war die Erwin Behr GmbH & Co. KG. Unter den Firmen Behr-Möbel-GmbH wurden die Einrichtungshäuser in Stuttgart im Hindenburgbau gegenüber dem Hauptbahnhof, in Wendlingen bei der Produktionsstätte, in Ulm und Ravensburg betrieben. In Frankfurt und Düsseldorf wurden zwei Einrichtungshäuser in einem Joint-Venture unter Interior Behr und Döhler GmbH unterhalten. In Möbelgeschäften wurden Behr-Studios eingerichtet, von denen es 44 in Städten in Deutschland, 15 in Frankreich, 8 in der Schweiz, je 4 in Belgien und den Niederlanden, 3 in Österreich und jeweils ein Studio in England und Italien gab. In diesen Studios wurden hochwertige Möbel angeboten, die überwiegend nicht in der eigenen Fabrik hergestellt wurden.
Aufgrund der steigenden Verkäufe konnten die Produktionskapazitäten erweitert werden. Am 2. Oktober 1978 erwarb Behr aus dem Konkurs der Körting Radio Werke GmbH, Grassau, das Möbelwerk Wallerstein bei Nördlingen mit 120 Arbeitnehmern, in dem Gehäuse für Radio- und Fernsehgeräte sowie Musiktruhen hergestellt wurden. Behr führte den Standort unter der Firma Behr Holzindustrie GmbH weiter. Erst später wurde es für Autozierteile insbesondere die Ausstattung der S-Klasse für Daimler genutzt. Bei Behr wuchs fortan der Automobilbereich schneller als der Möbelbereich. Neben Daimler wurden auch Audi und Porsche beliefert.

#### Familie Behr verliert ihre Mehrheit
Behr bekam Wettbewerber, so die Firmen Interlübke aus Rheda-Wiedenbrück und Hülsta aus Stadtlohn, die ihre Möbel deutlich preisgünstiger und zum Teil in den Gefängnissen der DDR herstellen ließen und ihre Produkte als Schrankwand auf den Markt brachten.
Im Jahr 1979 wurde bei Behr ein Verlust von 6 Mio. DM ausgewiesen. Die Gesellschafter mussten Kapital nachschießen, wozu jedoch nicht alle Gesellschafter bereit oder in der Lage waren. Die Geschäftsführung vermittelte den Kontakt zu zwei syrischen Geschäftsleuten aus Damaskus, Rechtsanwalt Dr. Samir Sarkis und Michel Karkour, Vertreter von Daimler in Syrien. Beide übernahmen zum 1. September 1980 mit 51,2 % die Mehrheit der Geschäftsanteile der Behr-Industrie GmbH & Co. KG in Wendlingen. Anschließend waren die Familien Behr nicht mehr in der Geschäftsführung vertreten.

#### Behr gibt das Möbelgeschäft auf
Am 19. Mai 1998 beschlossen die Gesellschafter, das Automobilgeschäft in der Behr Holzindustrie GmbH in Wallerstein zu konzentrieren, die in Erwin Behr Automotive GmbH umbenannt und deren Sitz von Wallerstein nach Wendlingen verlegt wurde. Die Gesellschafter sahen die Zukunft des Unternehmens nur noch als Zulieferer der Automobilindustrie.
Der unter Behr International GmbH geführte Möbelbereich beschäftigte noch 60 Arbeitnehmer und erzielte einen Umsatz von 16 Mio. DM. Er wurde am 1. Mai 2000 an die Kruse & Meinert AG in Kirchlengern veräußert. Diese gab die Produktion am Standort in Wendlingen alsbald auf und verlegte sie an ihren eigenen Firmensitz. Doch schon im September 2003 meldete Kruse & Meinert ein Insolvenzverfahren an, aus dem Dieter Neumann die Behr-International GmbH erwarb und bis heute unter diesem Namen weiterführt.
Die Einrichtungshäuser in Ulm, Ravensburg und Stuttgart wurden geschlossen. Das schon 1912 gegründete Einrichtungshaus in Wendlingen wurde im Jahre 2001 an die Familie Single verkauft und wird heute unter Behr Einrichtung GmbH geführt; Geschäftsführer ist Reiner Single. Die Gesellschaft sieht sich als Nachfolgerin der von Erwin Behr gegründeten Möbelwerke und Möbeltradition. 2012 feierte die Familie Single mit einer Festschrift das 100-jährige Bestehen von Behr. 2018 kehrte das Unternehmen mit einem Schauraum nach Stuttgart in die Paulinenstrasse 41 zurück, in dem unter dem traditionellen Firmennamen „behr Haus der guten Form“ Designermöbel angeboten werden.

#### Erwin Behr Automotive GmbH
Die Erwin Behr Automotive GmbH wurde zu einem wichtigen Zulieferer für die Automobilindustrie, belieferte aber fast ausschließlich Daimler. Ein härter werdender Wettbewerb führte nach dem Jahr 2000 zu starken Umsatzrückgängen und auch zu Verlusten. 2002 beschlossen die Gesellschafter, zu den unverändert Sarkis und Karkour und zehn Mitglieder der Familie Behr gehörten, die Veräußerung der Erwin Behr Automotive GmbH. Die Verkaufsbemühungen führten erst am 15. März 2005 zum Erfolg. Der Münchner Finanzinvestor Buchanan Equity Partner GmbH übernahm zusammen mit den damaligen Geschäftsführer Klaus Villwock die Erwin Behr Automotive GmbH und ihre Tochtergesellschaft Behr Industries Corporation in Grand Rapids, Michigan, USA.

#### Ende der Erwin Behr Gruppe
Nur wenige Monate nach dem Verkauf der Behr Automotive GmbH melden die verbliebenen sechs Behr-Gesellschaften am 15. August 2005 beim Amtsgericht in Esslingen Insolvenz an. Zum Insolvenzverwalter in allen sechs Verfahren wurde der Stuttgarter Rechtsanwalt Oliver Kirschnek bestellt. In Vorbereitung der Insolvenzverfahren wurden die Namen „Behr“ in der Firmierung aller Gesellschaften durch „Alpha“ ersetzt. Der Namen Behr sollte durch die Insolvenzverfahren nicht beschädigt werden. Die sechs Alpha-Gesellschaften waren nach dem Verkauf der Erwin Behr Automotive GmbH nur noch leeren Hüllenbohne Personal und Vermögen. Die frühere Behr-Industrie GmbH & Co. KG war zwar noch Eigentümerin des Werksgeländes in Wendlingen, das an drei Parteien verpachtet war, unter anderem an Erwin Behr Automotive GmbH. Doch der Grundbesitz war wertausschöpfend zugunsten von zwei Banken belastet.

### Das Insolvenzverfahren

#### Erwin Behr Automotive GmbH in 2006 und 2007
Die Erwin Behr Automotive GmbH nahm in den Jahren 2006 und 2007 eine dramatische Entwicklung. Nach einem Umsatz von 50,2 Millionen € in 2001 ging der Umsatz im Jahre 2006 auf 20,1 Mio. Euro zurück. Es gelang jedoch der neuen Eigentümerin Großaufträge von Volkswagen und Daimler zu akquirieren, mit denen der Umsatz im Jahr 2008 wieder auf über 50 Mio.€ gesteigert und Gewinne erzielt werden sollten. Auf dieser Grundlage konnten eine neue dreiköpfige Geschäftsführung und zwei weitere Investoren gewonnen werden. Doch die Rechnung ging nicht auf. Wegen technischer Probleme im Werk Wallerstein konnte der Auftrag für Volkswagen nicht erfüllt werden. Volkswagen bekam daraufhin Ersatzlieferungen von seinem bisherigen Lieferanten in Japan. Für die Aufträge von Daimler waren weitere Investitionen erforderlich, die von den drei Gesellschaftern nicht mehr finanziert wurden, sodass Daimler diese Aufträge im Oktober 2007 kündigte.

#### Insolvenzeröffnung
Erst am 31. Oktober 2007 entschlossen sich die Gesellschafter und Geschäftsführer, beim Amtsgericht Esslingen ein Insolvenzverfahrens zu beantragen. Noch am gleichen Tag bestellte das Amtsgericht Esslingen den Stuttgarter Rechtsanwalt Volker Grub zum Insolvenzverwalter. Der Antrag war überfällig, denn die Wirtschaftsprüfungsgesellschaft Ernst & Young hatte schon im Februar 2007 das Testat für die Bilanz 2006 verweigert, weil Verluste nicht richtig ausgewiesen waren. Die Gesellschafter hofften, nach dem die Finanzierung der Daimler-Aufträge gescheitert war, das Unternehmen an den Wettbewerber Sellner Holding GmbH, Neuendettelsau, verkaufen zu können, doch der Verkauf scheiterte.

#### Insolvenzgründe
Die Hauptursache war, dass es die Gesellschafter schon seit Jahren versäumt hatten, das Schicksal des Standortes in Wendlingen zu klären. Bereits Ende der 1990er hatte die Geschäftsführung in diesen Standort nicht mehr wesentlich investiert. Das Fabrikgelände grenzte an der Ostseite an ein Wohngebiet an. Damit war wegen der Lärmentwicklung ein mehrschichtiger Betrieb nicht mehr möglich. Die Gesellschafter hatten deshalb mehrmals Überlegungen angestellt, den Standort aufzugeben und ein neues Werk in der Nähe zu erbauen. Standorte in Esslingen und Reutlingen wurden geprüft. Werk und Verwaltung wurden nur noch auf der Grundlage eines kurzfristigen Mietvertrages genutzt.
Gewerkschaften, Betriebsräte und Belegschaft der beiden Standorte Wendlingen und Wallerstein waren, weil der Standort Wendlingen nicht geklärt war, seit Jahren zerstritten. In Wendlingen betrug die Regelarbeitszeit 35 Stunden, während in Wallerstein 38 Stunden in der Woche gearbeitet wurden. Vom Betriebsrat in Wendlingen wurden keine Zugeständnisse gemacht, weil für den Standort Wendlingen von der Geschäftsführung keine Perspektiven dargelegt wurde.
Am Standort Wallerstein gab es Qualitätsprobleme in der Produktion. Die Ausschussquote lag bei einzelnen Produkten bei 20 % und verursachte nicht geplante, erhebliche zusätzliche Kosten. Es fehlte an einer langgedienten Führungsmannschaft, die Produkte, die Probleme der Produktion und die Mitarbeiter kannte. Drei neue Geschäftsführer waren erst 2006 und 2007 bestellt worden. Auch in der zweiten Führungsebene verließen im Jahr 2007 allein 10 Mitarbeiter das Unternehmen. Eine ordnungsgemäße Wahrnehmung der Aufgaben im Einkauf und in der Qualitätssicherung war damit nicht mehr sichergestellt.
Bei Insolvenzeröffnung betrug die Stammbelegschaft in Wendlingen 179, in Wallerstein 206 und in Grand Rapids 250 Arbeitnehmer. Dazu kamen noch 61 Leiharbeitskräfte in Wallerstein bzw. 12 in Wendlingen. Selbst der kaufmännische Geschäftsführer und 6 Führungskräfte in Wendlingen arbeiteten als Leihkräfte im Auftrag einer Beratungsgesellschaft. Die Leiharbeitskräfte führten zu erheblichen Mehrkosten.
Letztlich musste auch die USA-Tochtergesellschaft Behr Industries Corporation 2007 bei einem Umsatz von 48,6 Mio. USD einen Verlust von 2,7 Mio. USD hinnehmen. Zu den Kunden gehörte wieder Daimler, aber auch Ford und General Motors mit Cadillac.

#### Die Insolvenzabwicklung
Der Insolvenzverwalter nahm sofort Kontakt mit Nobert Sellner, dem Inhaber der Sellner-Gruppe aus Neuendettelsau auf, und setzte die Übernahmeverhandlungen fort, die die Gesellschafter im Sommer 2007 begonnen hatten. Die Sellner-Gruppe war mit einem Umsatz 60 Mio. € und 700 Arbeitnehmern deutlich größer als Behr. Auch bei Sellner war ein Finanzinvestor aus München beteiligt. Der Insolvenzverwalter war jetzt in einer günstigeren Situation, denn das Insolvenzverfahren bot nunmehr die Möglichkeit eines Asset-Deals, mit dem nur Vermögensgegenstände ohne die Insolvenzverbindlichkeiten übertragen werde konnten.
Weiterhin sprach der Insolvenzverwalter mit den drei Kunden, Daimler, Volkswagen und Audi, und erreichte, dass diese die anfallenden Verluste bei einer Fortführung des Unternehmens in der Insolvenz übernahmen.
Schon nach sechs Wochen konnte sich der Verwalter mit Norbert Sellner einigen und erhielt am 21. Dezember 2007 ein notarielles Angebot für die Übernahme des Werkes Wallerstein und der Tochtergesellschaft Behr Industries Corporation zu einem Kaufpreis von 15,6 Mio. Euro. Das Insolvenzverfahren wurde am 1. Januar 2008 eröffnet. Am 14. Januar 2008 übernahm Sellner das Werk in Wallerstein und führte das Unternehmen unter der Firma Sellner Behr GmbH mit Sitz in Wallerstein fort. Das Werk von Behr in Wendlingen wurde vom Insolvenzverwalter Ende Mai 2008 stillgelegt und die dortigen Anlagen verwertet.
Insolvenzverwalter Grub schloss das Insolvenzverfahren im Jahre 2016 ab. Insgesamt 451 Gläubiger hatten Forderungen in Höhe von 33,7 Mio. EUR angemeldet. Berechtigt und anerkannt wurden jedoch lediglich Forderungen in Höhe von 14 Mio. EUR. An diese Gläubiger schüttete der Insolvenzverwalter eine Zahlungsquote in mehreren Raten von insgesamt 80 % auf ihre Forderungen aus. Die Verluste der drei Finanzinvestoren, die am Kapital beteiligt waren, lagen bei rund 40 Mio. EUR.

### Unter Sellner
Ende des Jahrs 2008 begann in Deutschland bereits die Finanzkrise, die die Automobilindustrie im Jahr 2009 besonders heftig traf. Dies hatte zur Folge, dass der Auftragseingang bei der Sellner so stark zurückging, dass alle Sellner-Unternehmen in Zahlungsschwierigkeiten gerieten. Bei Sellner Behr GmbH in Wallerstein wechselte mehrfach die Geschäftsführung. Am 28. Januar 2011 beantragte die Sellner Holding GmbH beim Amtsgericht Ansbach die Eröffnung des Insolvenzverfahrens und es folgten, wenige Tage später, am 1. Februar 2011, Sellner Behr GmbH in Wallerstein, nunmehr vertreten durch die Geschäftsführer Jörn Trierweiler und Stefan Tschugmell. Im Insolvenzverfahren der Sellner Holding GmbH wurde Rechtsanwalt Siegfried Beck, Nürnberg, und in dem Verfahren der Sellner Behr GmbH, Rechtsanwältin Mechthild Bruche, Nürnberg als Insolvenzverwalter bestellt. Nach der Insolvenzeröffnung der Sellner Behr GmbH veräußerte die Insolvenzverwalterin den Betrieb an den Automobilzulieferer Quin GmbH, Rutesheim.

### Unter Quin GmbH
Die Quin GmbH mit Sitz in Rutesheim führte das Unternehmen mit 310 Arbeitnehmern unter der Firma Wallerstein Interior GmbH weiter. Doch schon im Oktober 2013 war Quin GmbH gezwungen, eine Stilllegung des Betriebes auf Ende Juni 2015 anzukündigen, nachdem Großaufträge von Daimler zu diesem Zeitpunkt ausliefen und neue Aufträge nicht in Aussicht waren. Das Unternehmen wurde unter Begleichung aller Verbindlichkeiten 2016 geschlossen und deren Sitz nach Hohenachtheim verlegt.